# 이스파노 수이자
이스파노 수이자(Hispano Suiza)는 스페인의 자동차 제조 기업이다. 이스파노 수이자는 1904년 자동차 제조업체로서 설립되었으며 궁극적으로 스페인과 프랑스에서 럭셔리차, 항공기 엔진, 트럭, 무기를 생산하는 여러 공장을 세웠다.

## 갤러리

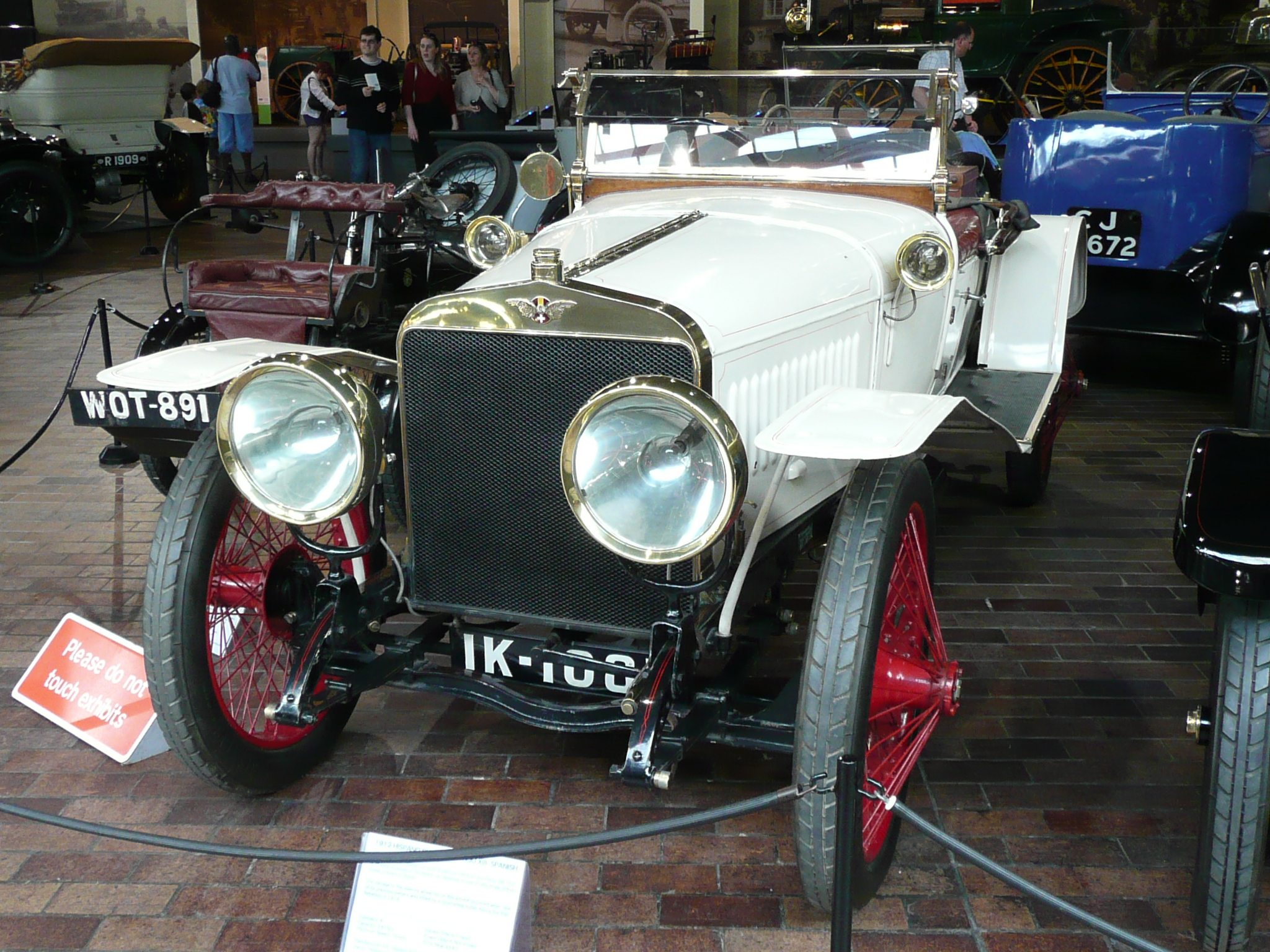
1912 Hispano-Suiza Alfonso XIII (Spain)
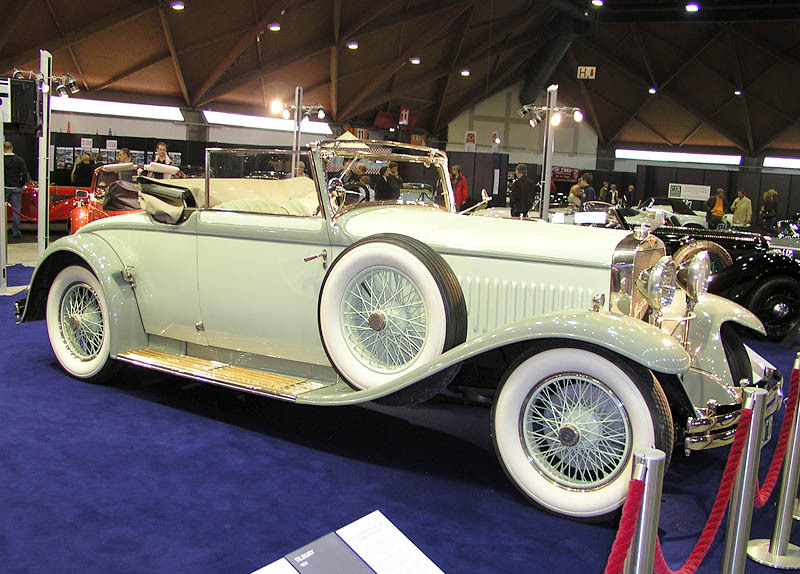
1929 Hispano-Suiza T49 (Spain)
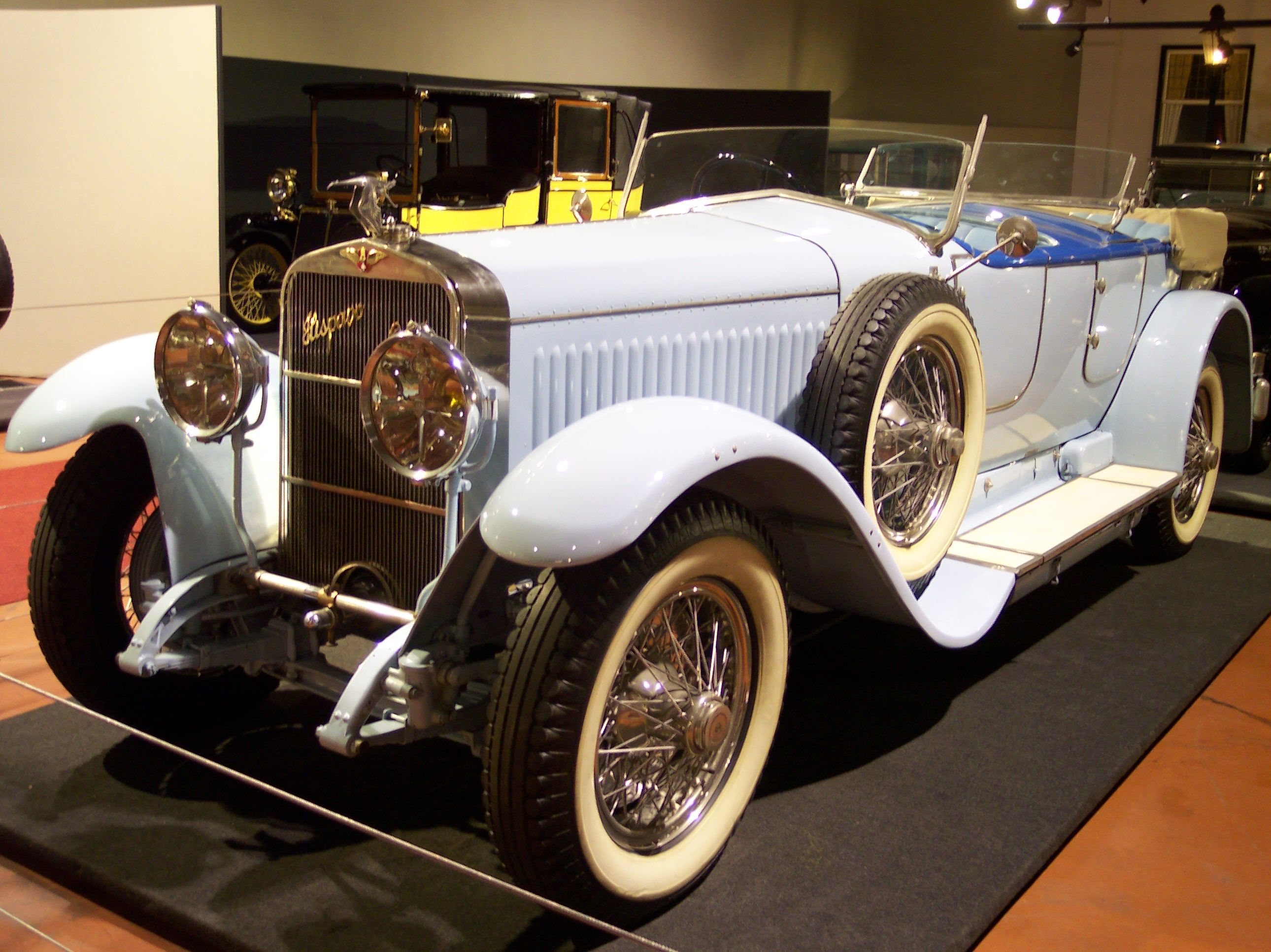
1934 Hispano-Suiza H6B Million-Guiet Dual-Cowl Phæton (France)
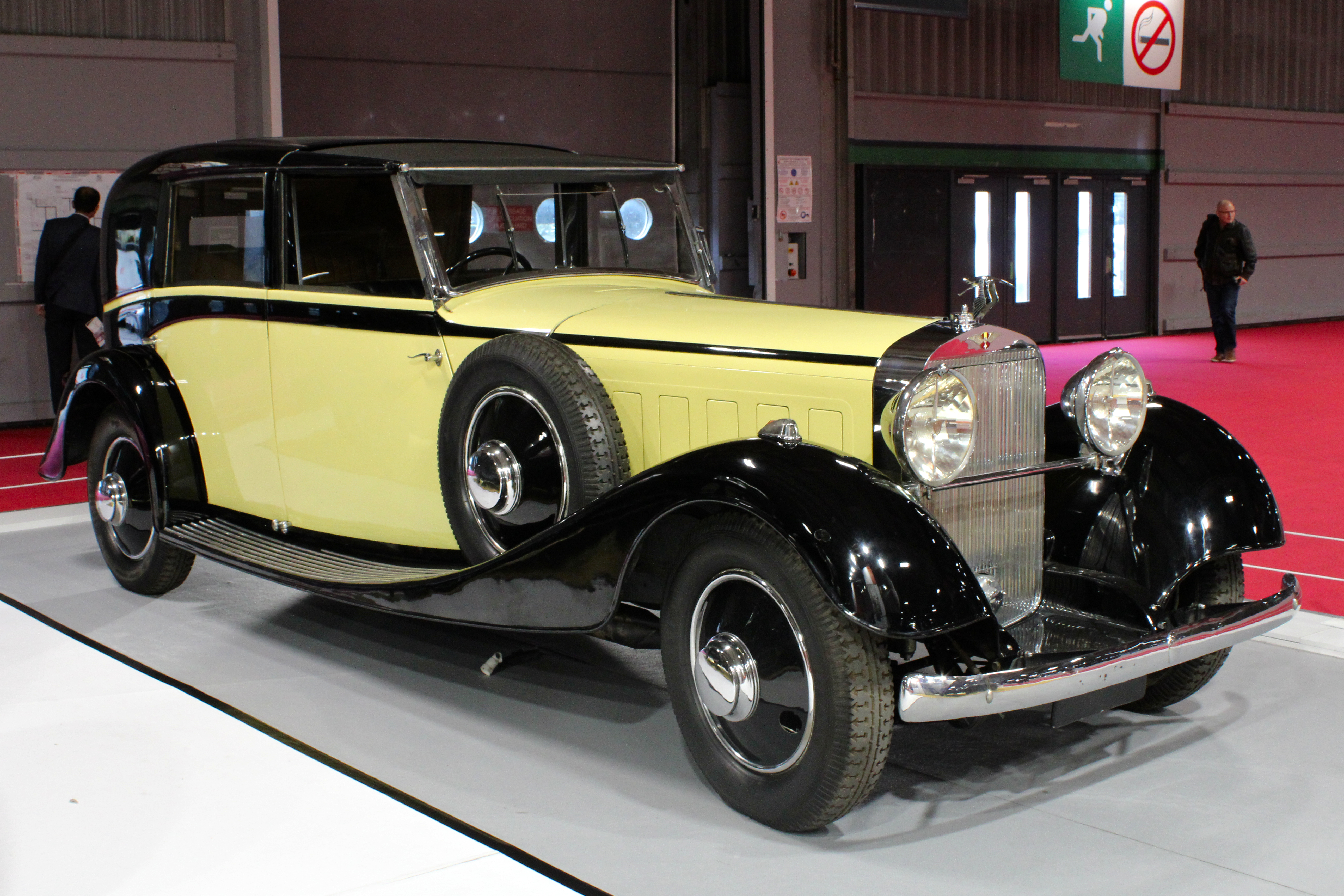
Hispano-Suiza J12 (France)
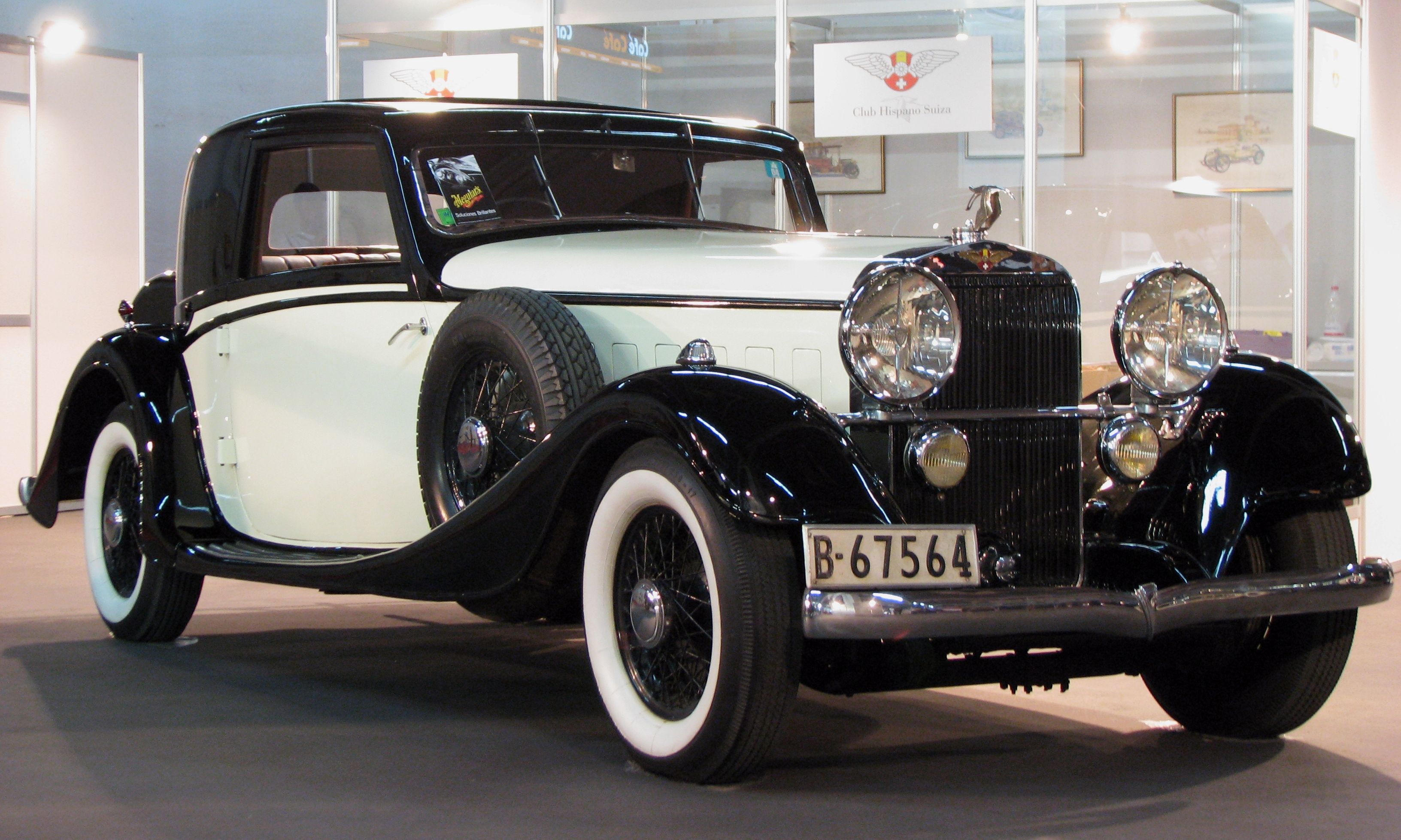
Hispano-Suiza K6 (France)
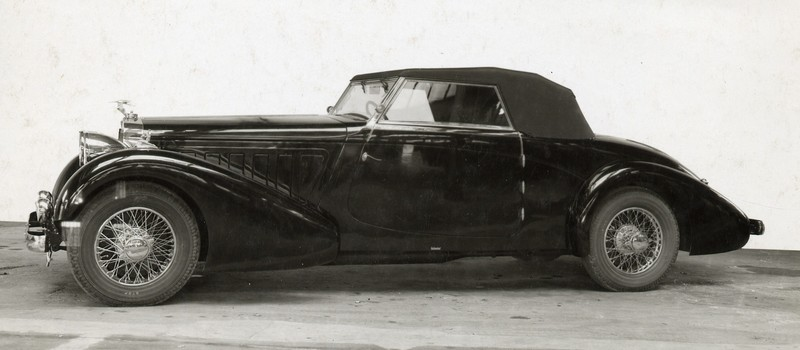
1936 Hispano-Suiza Pourtout (France)